# Patty Chen
Patty Chen is een Surinaams diplomaat van Chinees-Surinaamse afkomst. Ze trad in oktober 2018 aan als ambassadeur in China.

## Biografie
Patty Chen studeerde van 2002 tot 2006 rechten aan de Anton de Kom Universiteit van Suriname. Van 2007 tot 2011 werkte ze als tolk voor het Korps Politie Suriname en aansluitend tot oktober 2018 als advocaat bij Coster Advocaten in Paramaribo. Daarnaast was zij tot 2018 secretaris van Suriname Chinese United Association (SCUA), de organisatie die in Suriname veertien Chinese verenigingen vertegenwoordigt.
Op 8 oktober 2018 werd zij door president Desi Bouterse beëdigd als ambassadeur voor China, samen met Chantal Elsenhout (Caricom), Sieglien Burleson (België) en Marciano Armaketo (Cuba). Een kleine maand later maakte zij deel uit van de 35-leden tellende Surinaamse delegatie naar de International Import Expo in Shanghai. Op 18 december bood zij haar geloofsbrieven aan president Xi Jinping aan. Zij is de eerste vrouwelijke Surinaamse ambassadeur in China.
Zij en Han Jing, de toen aankomend ambassadeur van China in Suriname, presenteerden in juni 2021 ceremonieel de donatie van 100.000 BBIBP-CorV-vaccins van het merk Sinopharm door China, in de strijd tegen de coronacrisis in Suriname. Ze bleef ambassadeur in China tot januari 2022.